# گلنار(کنیز اردوان)
گلنار کنیزک محبوب اردوان پنجم، آخرین پادشاه اشکانی است که وزیر، مشاور و خزانه‌دار او نیز هست.  

## گلنار در شاهنامه
داستان گلنار در شاهنامه از آنجا آغاز میشود که روزی او به بام کاخ رفت و از آنجا چشمش به اردشیر بابکان افتاد و با همین نگاه، مهر این کهتر نژاده را در دل گرفت و نه آنچنان بود که بر احساس تیزگام خود، لگامی بزند که شب هنگام، کمندی از کاخ آویخت و خود را به سرای اردشیر رساند و به بالین او رفت. اردشیر جوان از او نام و نشانش را جویا شد و گلنار
چنین داد پاسخ که من بنده‌ام      
ز گیتی به دیدار تو زنده‌ام
دلاراموگنجور شاه اردوان
که از من بود شاد و روشن روان
پس از مدتی پدر اردشیر، بابک که فرماندار استخر بود از دنیا رفت و اردوان، پسر بزرگ خود، بهمن را جایگزین او کرد. اردشیر که امید پیشرفت و رسیدن به جایگاه پدر را در سر داشت، از این انتخاب دلتنگ شد و از اردوان نومید.
پس از آن شاه، ستاره شناسان را فراخواند تا طالع او را دریابند. ستارهشناسان پس از سه ‌روز جستجو، دریافتند که به‌زودی کهتری نژاده از شاه می گریزد و به پادشاهی میرسد. گلنار با شنیدن این پیشگویی شب به نزد اردشیر شتافت و داستان را به او گفت. اردشیر که خشمگین بود، کمی آرام گرفت.
اردشیر که پیوسته در فکر فرار و رفتن به پارس بود، چون زمینه را مساعد یافت به گلنار گفت فردا قصد رفتن دارد و اگر بخواهد او می تواند شریک سرنوشت آینده‌ی او باشد، گلنار هم با اشتیاق پذیرفت.
بدو گفت گر من به ایران شوم          
ز ری سوی شهر دلیران شوم
تو با من سگالی که آیی به راه          
گر ایدر بباشی به نزدیک شاه
اگر با من آیی توانگر شوی              
همان بر سر کشور افسر شوی
چنین داد پاسخ که من بنده‌ام          
نباشم جدا از تو تا زنده‌ام
گلنار به ایوان خود آمد و درِ گنج ها را گشود. گوهرهای گوناگون و دینار بسیار از گنجینه ها برداشت و در محلی پنهان کرد. شب وقتی اردوان به خواب رفت گلنار نزد اردشیر آمد. اردشیر با دیدن او بسیار شاد شد و هر دو بر اسب هایی که از قبل آماده شده بود سوار شدند و از ایوان شاهی رو سوی پارس نهادند. اردوان آنچنان به گلنار خو کرده بود که شب و روزش را با او می گذراند و دیدار صبحگاهی او را به فال نیک می گرفت و روز تا چشمش به چهره‌ی گلنار نمی افتاد، سر از بالین برنمی‌داشت. آن‌روز چون وقت برخاستن از بستر، کنیزک را بر بالین نیافت، آشفته شد و سراغ او را گرفت. در همین هنگام به او خبر دادند که گلنار و اردشیر، دیرهنگام با دو اسب گزیده‌ی شاه فرار کردهاند. شاه برآشفت و عده‌ای از جنگجویان را به‌دنبال آن‌ها فرستاد، اما نشانی از آن‌ها نیافتند. اردشیر ابتدا بر فرزند اردوان، بهمن در پارس و سرانجام بر همه‌ی فرمانروایان اشکانی چیره شد و سلسله‌ی ساسانی را بنیان گذاشت، اما در سراسر شاهنامه خبر دیگری از گلنار نمی‌یابیم.
شخصیت گلنار در شاهنامه، نمونه‌ی زنی است بی‌باک، ترقی‌خواه و زیرک. او همواره با عنوان کنیزک خطاب می‌شود اما با فراستی که نمونهای از آن‌را در داستان می‌بینیم به مقامی در خور نزد اردوان پنجم دست یافته و نه تنها خزانه دار، بلکه مشاور و وزیر این پادشاه نامدار نیز هست و این نشان از هوش و کاردانی او دارد و همین هوشیاری اوست که با یک نگاه، نشانه‌های بزرگی را در کهتری نژاده کشف می کند. اما ویژگی دیگری که در شخصیت گلنار ممتاز است بی‌پروایی در ابراز عشق است که تهمینه وار، به بالین مرد دلخواه خود می‌رود و عشق خود را به او اظهار می کند. معمولاً زنان در شاهنامه، آنجا که می دانند با ابراز عشق خود به مردی مردانه، کمترین غباری بر دامان زنانگی شان نمی نشیند، با گستاخی معصومانه‌ای، پا پیش می‌نهند و عشق خود را برملا می‌سازند.
او به مردی با ویژگی هایی ممتاز ابراز عشق میکند و مرد، قدر گوهر عشق او را میداند و تا پایان داستان، چنان که دیدیم گلنار نیز از پشتیبانی اردشیر، برای رسیدن به جایگاهی درخور فروگذار نمی کند و اوست که با گشودن درِ گنج و از طرفی با اطمینان بخشی به نژاده‌ی جوان، راه را برای رسیدن به پادشاهی او باز میکند و اردشیر هم آن‌گونه که این زن زیرک، نشانههای شاهی را در او یافته با توانایی و شایستگی تمام، بر تمام پادشاهان پیروز می شود و سلسله‌ی ساسانی را بنیان مینهد اما از آنجاکه شاهنامه، نامه‌ی شاهان و سرگذشت ایشان است از گلنار دیگر نشانی نمی یابیم و رسالت این زن متهور و بی‌باک با یاری رساندن اردشیر در رسیدن به پادشاهی پایان می‌پذیرد.